# Гайдарабад (місто, Індія)
Гайдерабад, Гайдарабад вимоваⓘ (англ. Hyderabad) — місто в Індії, на плато Декан, адміністративний центр штатів Телангана та Андгра-Прадеш (тимчасово). Міська агломерація 7,8 млн мешканців.
Гайдарабад — великий промисловий (текстильна, паперова, тютюнова, фармацевтична) та ремісничий центр.
У місті 3 університети, культурний центр телуґу, музеї, пам'ятки мусульманської архітектури XVI—XVIII ст. (тріумфальна брама-мечеть та індуїстський храм Чармінар, інші храми, палаци), кіноіндустрія Толлівуд.

## Географія
Гайдарабад розташований в південній частині штату Телангана на південному сході Індії, за 1566 кілометрів на південь від Делі, за 699 кілометрів на південний схід від Мумбая і за 570 кілометрів на північ від Бангалора (по шосе). Місто лежить на березі річки Мусі, у північній частині плато Декан. Великий Гайдарабад охоплює 650 км², що робить його одним з найбільших столичних районів Індії.
При середній висоті 542 метра над рівнем моря Гайдарабад лежить на переважно похилій місцевості з сірого та рожевого граніту з невеликими пагорбами, найвищі з яких — пагорби Банджара заввишки до 672 метрів. У місті є численні озера, звані сагарами (що означає «море»). Серед них штучні озера, створені греблями на річці Мусі, такі як Хусейн Сагар (побудована 1562 року недалеко від центру міста), Осман Сагар і Хімат Сагар. У 1996 році в місті було 140 озер і 834 резервуара для води.

## Історія
Заснований 1591, столиця султанату Ґолконда; від 1724 столиця князівства Гайдарабад, 1949 приєднаного до Індії.

## Транспорт
У листопаді 2017 року в місті відкрився естакадний метрополітен.

## Клімат
Гайдарабад розташований у зоні саванного клімату (Aw за класифікацією кліматів Кеппена). Місто розташоване в зоні дії південно-західного літнього мусону, який приносить рясні дощі, у період із червня по вересень випадає більша частина середньорічної кількості опадів. Максимум опадів, 241,5 мм, зареєстрований 24 серпня 2000 року. 2 червня 1966 року зафіксована найвища температура 45,5 °C, а найнижча температура 6,1 °C зареєстрована 8 січня 1946 року.
| Клімат Гайдарабада      | Клімат Гайдарабада | Клімат Гайдарабада | Клімат Гайдарабада | Клімат Гайдарабада | Клімат Гайдарабада | Клімат Гайдарабада | Клімат Гайдарабада | Клімат Гайдарабада | Клімат Гайдарабада | Клімат Гайдарабада | Клімат Гайдарабада | Клімат Гайдарабада | Клімат Гайдарабада |
| Показник                | Січ.               | Лют.               | Бер.               | Квіт.              | Трав.              | Черв.              | Лип.               | Серп.              | Вер.               | Жовт.              | Лист.              | Груд.              | Рік                |
| Абсолютний максимум, °C | 35,9               | 39,1               | 42,2               | 43,3               | 44,5               | 45,5               | 37,4               | 36,1               | 36,1               | 36,7               | 34,0               | 33,8               | 45,5               |
| Середній максимум, °C   | 28,8               | 31,9               | 35,4               | 37,9               | 39,0               | 34,5               | 30,8               | 29,8               | 30,5               | 30,6               | 29,0               | 28,0               | 32,2               |
| Середня температура, °C | 22,2               | 25,1               | 28,4               | 31,5               | 33,0               | 29,3               | 27,0               | 26,2               | 26,6               | 25,7               | 23,2               | 21,6               | 26,7               |
| Середній мінімум, °C    | 15,2               | 17,6               | 20,8               | 24,3               | 26,2               | 24,0               | 22,6               | 22,1               | 22,0               | 20,3               | 16,9               | 14,5               | 20,5               |
| Абсолютний мінімум, °C  | 6,1                | 8,9                | 13,2               | 16,0               | 16,7               | 17,8               | 18,6               | 18,7               | 17,8               | 11,7               | 7,4                | 7,1                | 6,1                |
| Норма опадів, мм        | 13.2               | 7.9                | 15.3               | 20.2               | 35.7               | 103.8              | 169.9              | 178.7              | 158.3              | 97.2               | 22.4               | 5.9                | 828.5              |
| Вологість повітря, %    | 56                 | 49                 | 39                 | 37                 | 39                 | 61                 | 71                 | 74                 | 72                 | 63                 | 58                 | 57                 | 56                 |
| ----------------------- | ------------------ | ------------------ | ------------------ | ------------------ | ------------------ | ------------------ | ------------------ | ------------------ | ------------------ | ------------------ | ------------------ | ------------------ | ------------------ |
| Джерело:                |                    |                    |                    |                    |                    |                    |                    |                    |                    |                    |                    |                    |                    |

## Демографія
Коли в 2007 році був створений муніципалітет Великого Гайдарабада, площа, яку займає муніципалітет, збільшилася з 175 км² до 650 км². Відповідно, населення збільшилося на 87 %, з 3 637 483 за переписом 2001 року до 6 809 970 (3 500 802 чоловіків і 3 309 168 жінок) по перепису 2011 року, 24 % з яких є мігрантами з інших районів Індії. Завдяки цьому Гайдарабад став четвертим за чисельністю населення містом країни. Станом на 2011 рік щільність населення становить 18 480 жителів / км².
Згідно з переписом 2011 року міська агломерація Гайдарабада налічувала 7 749 334 особи, що робило її шостою за чисельністю населення міською агломерацією в країні. Співвідношення статей: 945 жінок на 1000 чоловіків, що вище, ніж в середньому по країні (926 на 1000). Серед дітей у віці 0-6 років 373 794 хлопчика на 352 022 дівчинки (співвідношення 942 на 1000). Грамотність складає 82,96 % (чоловіки — 85,96 %, жінки — 79,79 %), що вище, ніж в середньому по країні (74,04 %). Соціально-економічні верстви населення складаються з 20 % вищого класу, 50 % середнього класу і 30 % робочого класу.

## Уродженці
- Сароджині Найду (1879—1949) — індійська поетка, учасниця руху за незалежність Індії.
- Амджад Хайдерабаді (1888—1965) — індійський мусульманський поет, який писав вірші і прозу на мовах урду і фарсі.
- Айєша Рубіна (* 1969) — індійський мусульманський педагог, соціальний працівник та громадський діяч.

## Мова і релігія
Більша частина жителів Гайдерабада говорить на телугу й урду, значно менша частина — на мовах бенгалі, гуджараті, каннада, малаялам, маратхі, марварі, орія, пенджабі. Рідною мовою більшості мусульман Гайдарабада є унікальний гайдарабадський діалект урду.
Релігійний склад Великого Гайдерабада (згідно з переписом 2011 року): індуси (64,93 %), мусульмани (30,13 %), християни (2,75 %), джайни (0,29 %), сикхи (0, 25 %) і буддисти (0,04 %); 1,56 % не заявили про належність до будь-якої релігії.

## Галерея

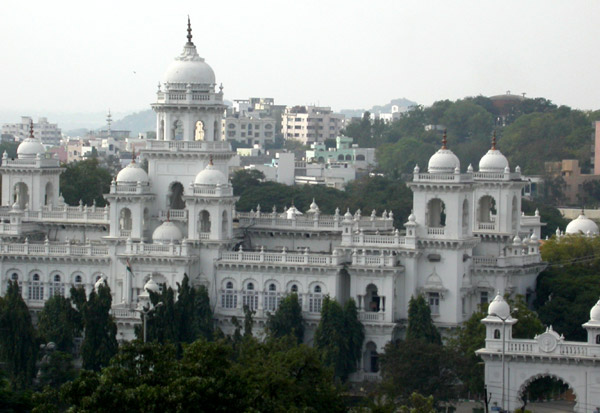
Асамблея штату Андгра-Прадеш
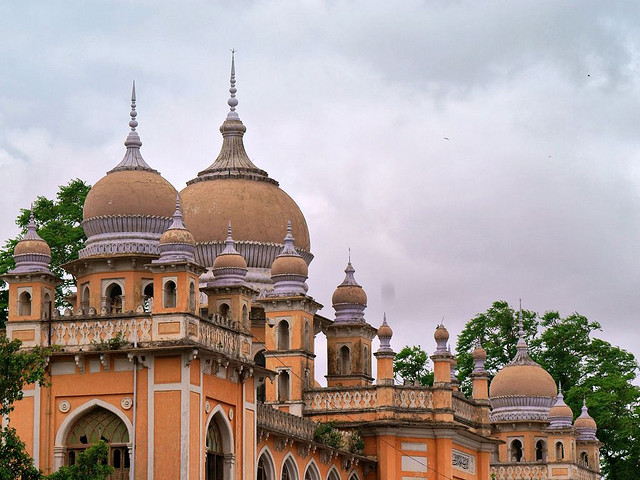
Лікарня Унані
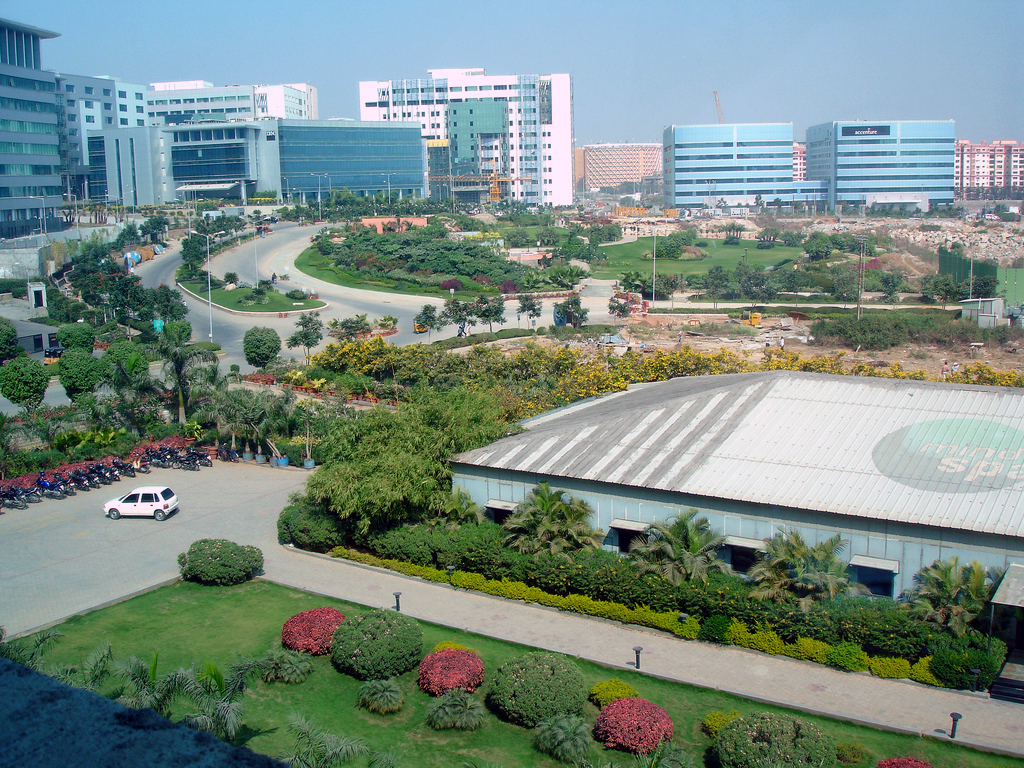
ХайТек-Сіті, де розміщуються компанії, що працюють в області інформаційних технологій
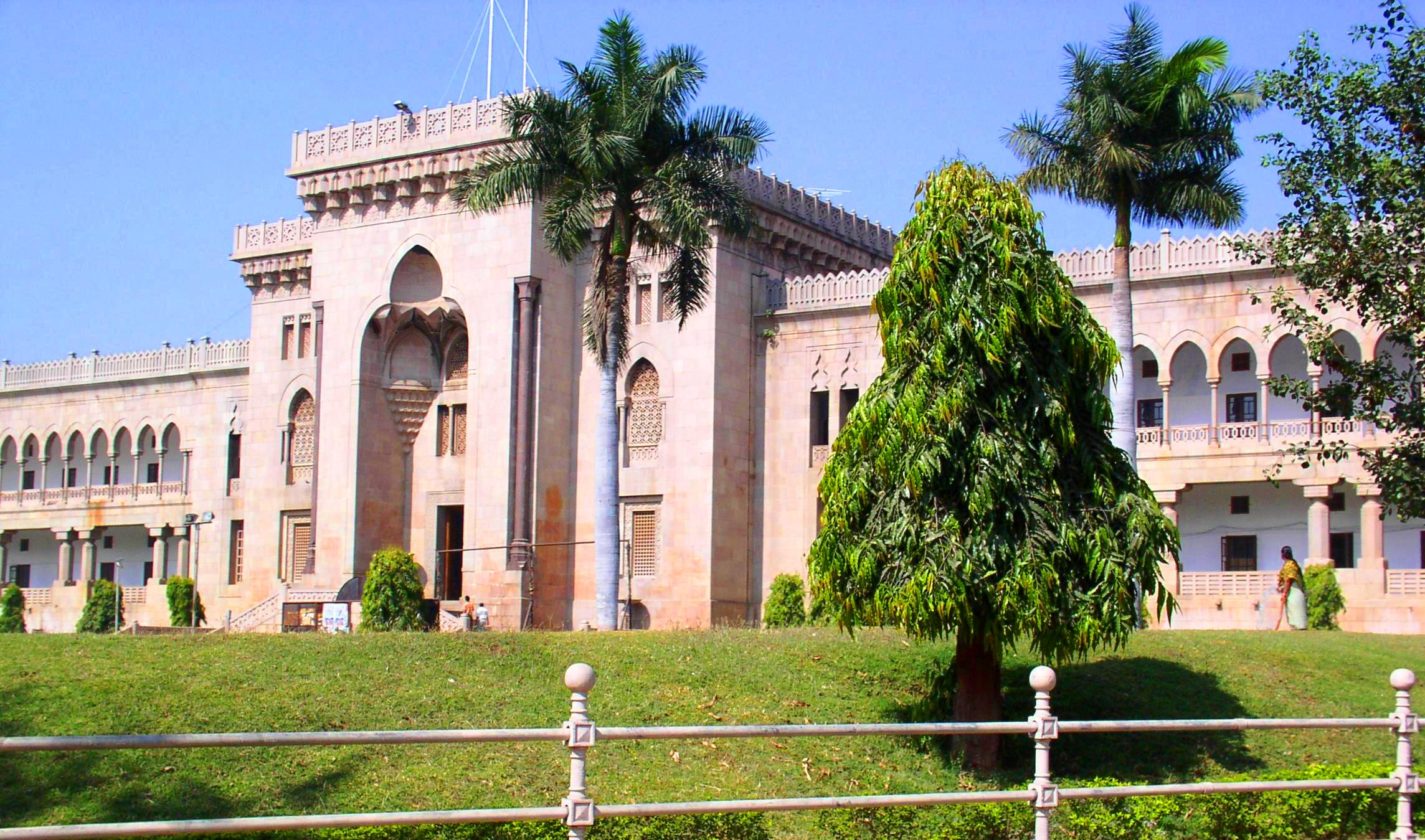
Університет Османія